# Влюбиться в Рамона
«Влюбиться в Рамона» (исп. Enamorándome de Ramón) — мексиканская теленовелла 2017 года, производства продюсера Лусеро Суарес для телекомпании «Televisa», в главных ролях Хосе Рон и Эсмеральда Пиментел. Это была ремейком венесуэльской теленовеллы «Томаса Текьеро». Он транслировался с 20 февраля до 30 июля 2017 года на телеканале «Las Estrellas».

## Сюжет
Фабиола и Андреа осиротели, когда их родители погибли в авиакатастрофе, и они и Ортензия, их бабушка, были удивлены, узнав, что бенефициаром их наследства в миллион долларов является не кто иной, как Хуана, скромная женщина, которая работает как их нана.
Вся семья Медины возмущена новостями и давлением на Хуану, чтобы они дали им страховые деньги. Она устала от всеобщего эгоизма и дает понять, что никому не позволит распоряжаться деньгами, потому что она будет так думать о благополучии Андреа и Фабиолы. Ортензия требует, чтобы Хуана ушла, не представляя, что ее внучки будут защищать Хуану, но после недоразумения она уходит.
Хуана не интересуется деньгами, потому что ее главной заботой является ее сын Рамон, молодой дворянин, который жил в провинции, работал механиком, но был вынужден переехать в столицу после того, как влюбился в Софию, дочь капо де ла Мафия, которая вынуждена разбить ему сердце и потребовать, чтобы он ушел, чтобы защитить его от отца.
Рамон прибывает в дом Луизы и Далии, давая большой сюрприз Хуане, которая сообщает ему о смерти ее боссов и страховке. Рамон советует матери дать семье Медину страховые деньги, чтобы избежать проблем с ними.
Далия отвезла Рамона в авторемонтную мастерскую Антонио, чтобы заставить его работать, и, к его удивлению, он встречает Фабиолу, которая не упускает возможности заставить его чувствовать себя плохо, говоря ему, что она является владельцем и не собирается нанимать его.
Несмотря на их различия, между ними существует особая химия, и они не могут скрыть привлекательность и, в то же время, отторжение, которое у них возникает, что создает проблемы для Фабиолы и ее отношений с Франциско, который расстраивается из-за ревности.
Фабиола согласилась работать в механическом цехе просто из амбиций. Тем не менее, Рамон разоблачает ее для Хуаны, заставляя ее признать, что она решила работать в магазине, просто чтобы они могли доверять ей страховые деньги. Фабиола, зная, что ее обнаружили, решает продолжить работу, чтобы показать им, что она может нести ответственность.
Ежедневное сосуществование создает все более сильное притяжение между Фабиолой и Рамоном до тех пор, пока они не могут скрыть свои чувства, но все становится сложнее, когда София, похоже, ищет Рамона. На этот раз она не готова отказаться от него, и она намерена вернуть Рамона.
Тем временем Гортензия обращается к нескольким юристам, чтобы оспорить документ, в котором Хуана признается единственным бенефициаром страхования жизни семьи Медина, а также выдумать, что страховая подпись является ложной, обвиняя Хуану как фальшивомонетчика. Она не против потерять страховку, просто чтобы увидеть Хуану в тюрьме. Выясняется, что Хуана действительно является бенефициаром страховки после того, как Андреа и Хорхе нашли видеокассету, где Фабиола и родители Андреа решили оставить деньги Хуане.
Таким образом, в то время как Хуана борется с постоянными атаками Ортензии, Рамон находится среди двух женщин, которые влюблены в него и будут бороться со всем, чтобы остаться с его любовью.

## В ролях
- Хосе Рон — Рамон Лопес
- Эсмеральда Пиментел — Фабиола Медина
- Нурия Багес — Ортензия
- Марсело Кордова — Хулио Медина
- Лус Елена Гонсалес — Роксана
- Артуро Кармона — Антонио Фернандес
- Лиссет — Вирхиния де Медина
- Карлос Брачо — Педро
- Алехандро Ибарра — Порфирио
- Марисоль дель Олмо — Хуана Лопес
- Фабиола Гуахардо — София Васкес
- Пьер Анджело — Бенито
- Барбара Торрес — Луиза
- Клаудия Мартин — Андреа Медина
- Пьер Луи — Хорхе Медина
- Мария Алисия Дельгадо — Фредесвинда
- Ребека Манкита — Эмилия
- Сачи Тамаширо — Маргарита Медина
- Гонсало Пенья — Франциско Сантильян
- Альфредо Гатика — Рауль «Руло»
- Ана Химена Вильянуева — Даля
- Диего Эскалона — Диего Фернандес
- Сугей Абрего — Адальгиса
- Алехандро Валенсия — Валенте Эспарза
- Иван Амозуррутиа — Освальдо Медина
- Стеф Бумелкроунд — Сара Солер
- Марлен Калб — Сусана
- Хорхе Ортин — Лучо
- Алехандро Пенише — Агустин
- Фернанда Виззует — Вероника
- Алехандро Муэла — Альфонсо «Пончо»
- Солкин Руз — Сальвадор «Чава»
- Хосе Луис Бадальт — Дарио
- Родриго Видаль — Финито

## Награды и номинации
| Год  | Награда            | Категория                                 | Получатель                                                      | Результат |
| ---- | ------------------ | ----------------------------------------- | --------------------------------------------------------------- | --------- |
| 2018 | Premios TVyNovelas | Лучшая теленовелла года                   | Лусеро Суарес                                                   | Номинация |
| 2018 | Premios TVyNovelas | Лучший актер                              | Хосе Рон                                                        | Номинация |
| 2018 | Premios TVyNovelas | Лучшая актриса антагонист                 | Лус Елена Гонсалес                                              | Номинация |
| 2018 | Premios TVyNovelas | Лучший антагонист актера                  | Альфредо Гатика                                                 | Номинация |
| 2018 | Premios TVyNovelas | Лучшая соведущая актриса                  | Марисоль дель Олмо                                              | Номинация |
| 2018 | Premios TVyNovelas | Лучшая молодая ведущая актриса            | Клаудия Мартин                                                  | Номинация |
| 2018 | Premios TVyNovelas | Лучший оригинальный рассказ или адаптация | Лусеро Суарес, Кармен Сепульведа, Эдвин Валенсия и Луис Рейносо | Номинация |